# (35094) 1991 GW2
(35094) 1991 GW2 es un asteroide perteneciente al cinturón de asteroides descubierto el 8 de abril de 1991 por Eric Walter Elst desde el Observatorio de La Silla, Chile.

## Designación y nombre
Designado provisionalmente como 1991 GW2.

## Características orbitales
1991 GW2 está situado a una distancia media del Sol de 3,189 ua, pudiendo alejarse hasta 3,581 ua y acercarse hasta 2,796 ua. Su excentricidad es 0,123 y la inclinación orbital 1,871 grados. Emplea 2080,25 días en completar una órbita alrededor del Sol.

## Características físicas
La magnitud absoluta de 1991 GW2 es 14. Tiene 8,202 km de diámetro y su albedo se estima en 0,072. 